# لآخر نفس (مسلسل لبناني)
لآخر نفس هو مسلسل لبناني عرض في شهر رمضان المبارك لعام 2017 من إنتاج شركة داي تو بيكتشرز، بث حصريا على شاشة إم تي في اللبنانية

## قصة المسلسل
يتناول الحب المحّرم حيث تجسدين دور امرأة متزوجة اسمها هزار تقع في غرام رجل متزوّج هو بديع أبو شقرا  و يضيء على كراهية بعض اللبنانيين للفلسطينيين بسبب ميليشيات فلسطينية ارتكبت أخطاء في الحرب الأهلية اللبنانية.

### الإنتقادات التي طالت العمل
قبل عرض المسلسل أشيع بأن القصة منقولة عن فيلم أجنبي بعد تصريحات للكاتب مروان النجار بأن فتاة قامت بسرقة قصة الكاتبة صوفي كيسنللا وتحويلها لمسلسل وأشار البعض بأنه قصد كارين
وعند عرضة حل في المركز الرابع حسب استفتاء شركة ابسوس بينما أعمالها السابقة على ال بي سي كانت في المرتبة الأولى وقيل بأنها تراجعت مؤكدة أن تلك الأرقام لا تهما وبأنها راضية عن العمل ولكل شاشة مشاهدوها  كما اتهم بالتشجيع على الخيانة وتبريرها 

## الممثلون
- كارين رزق الله
- بديع أبو شقرا
- رودني حداد
- دوري سمراني
- ريتا عاد
- كارمن بصيبص
- سولا تراك
- تينا جروس
- رنده كعدي
- جابرييل يمين
- مجدي مشموشي
- جاد خاطر
- أنطونيو نجم
- رنين مطر